# Waterbuffel

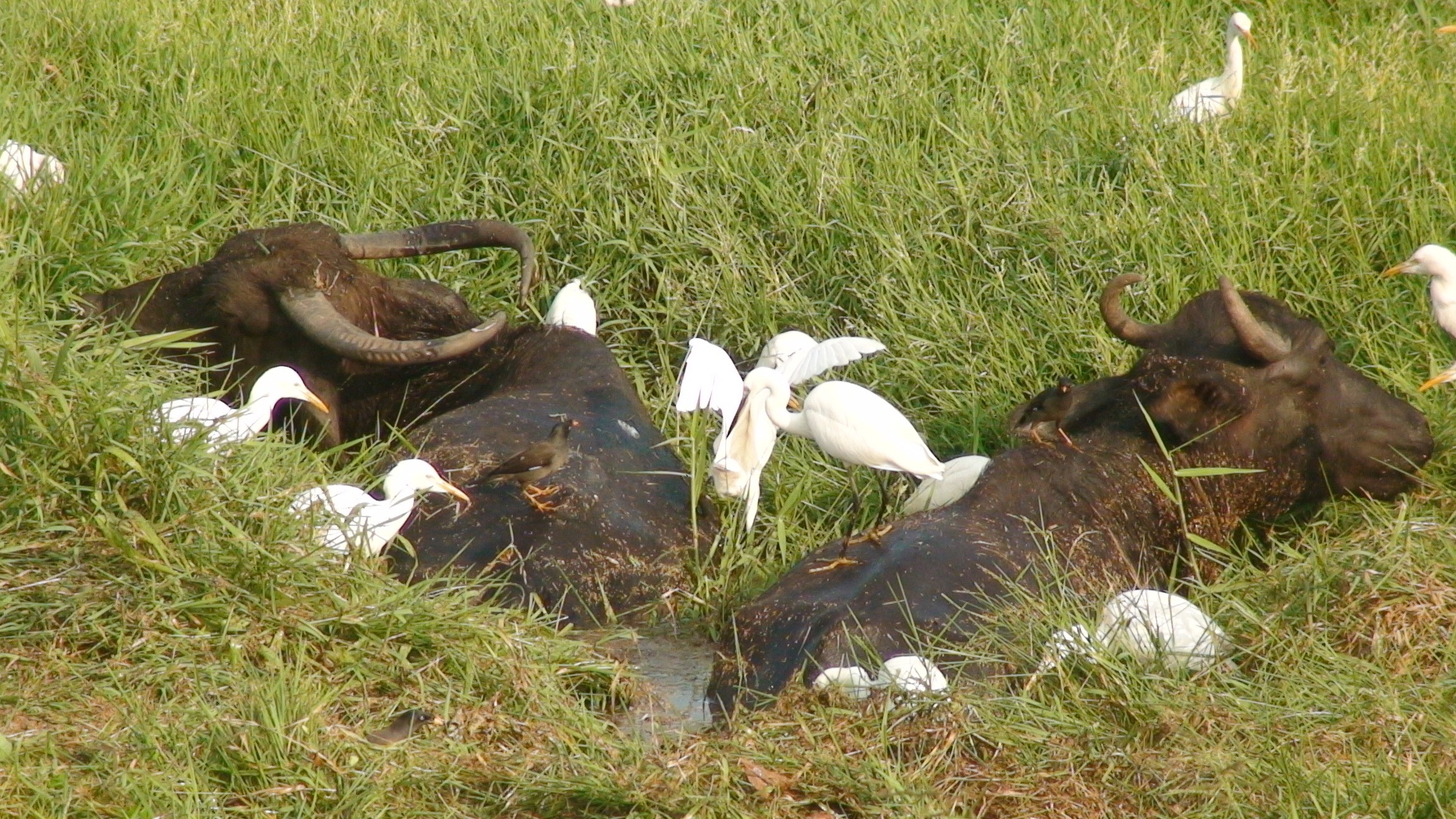
Karbouwen en reigers

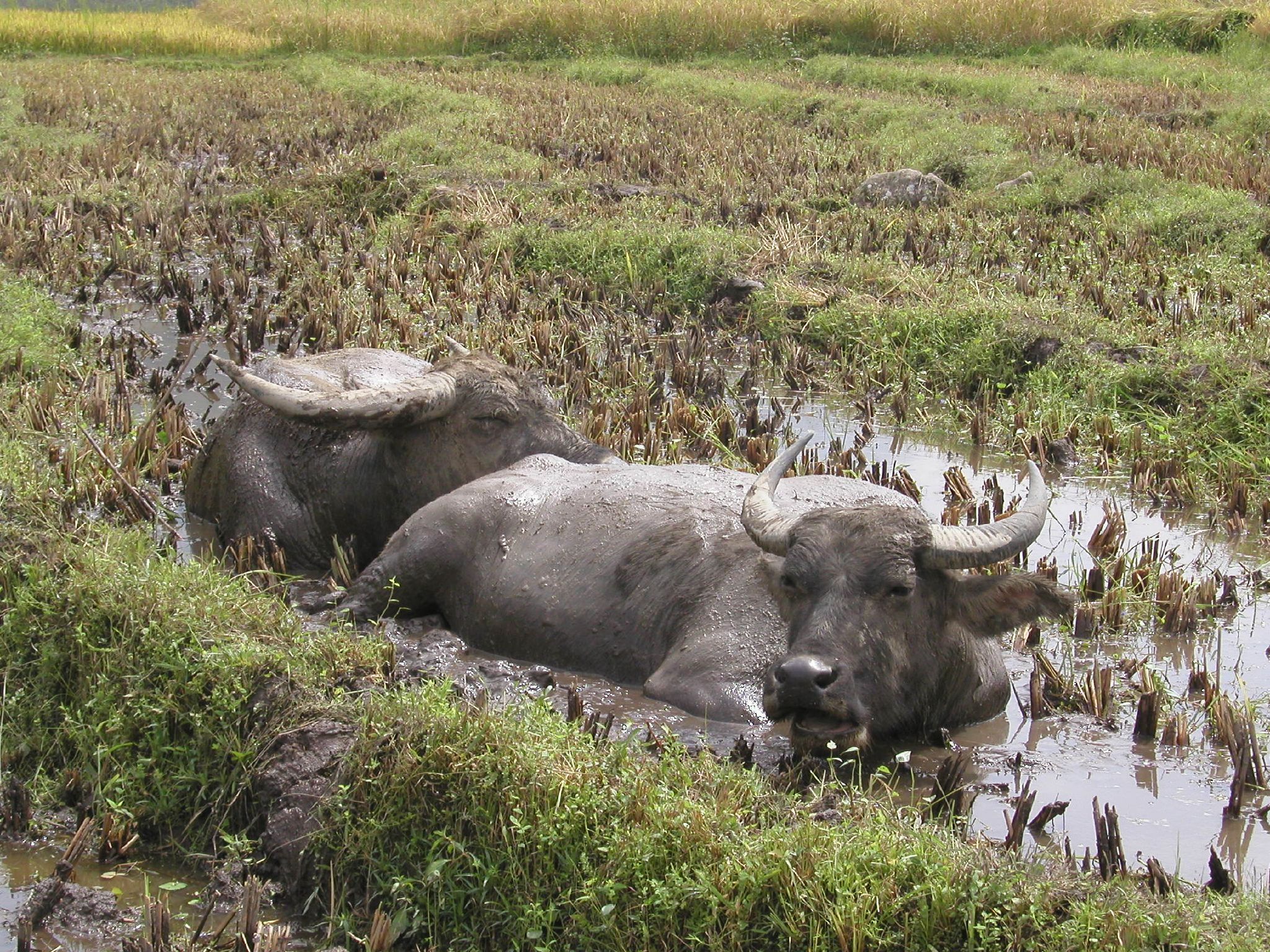
Karbouwen in Vietnam

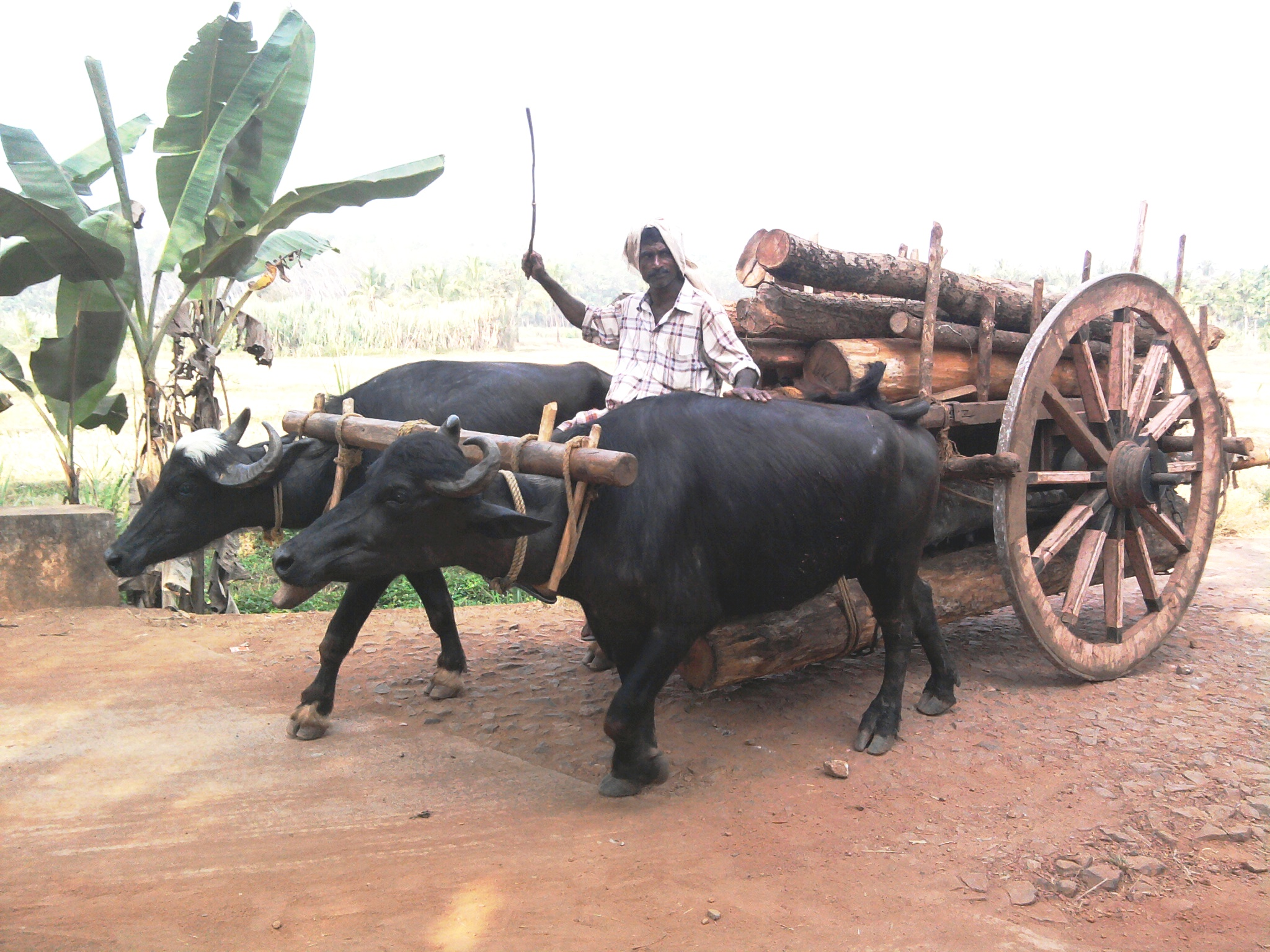
Karbouwen als trekdier in Maleisië

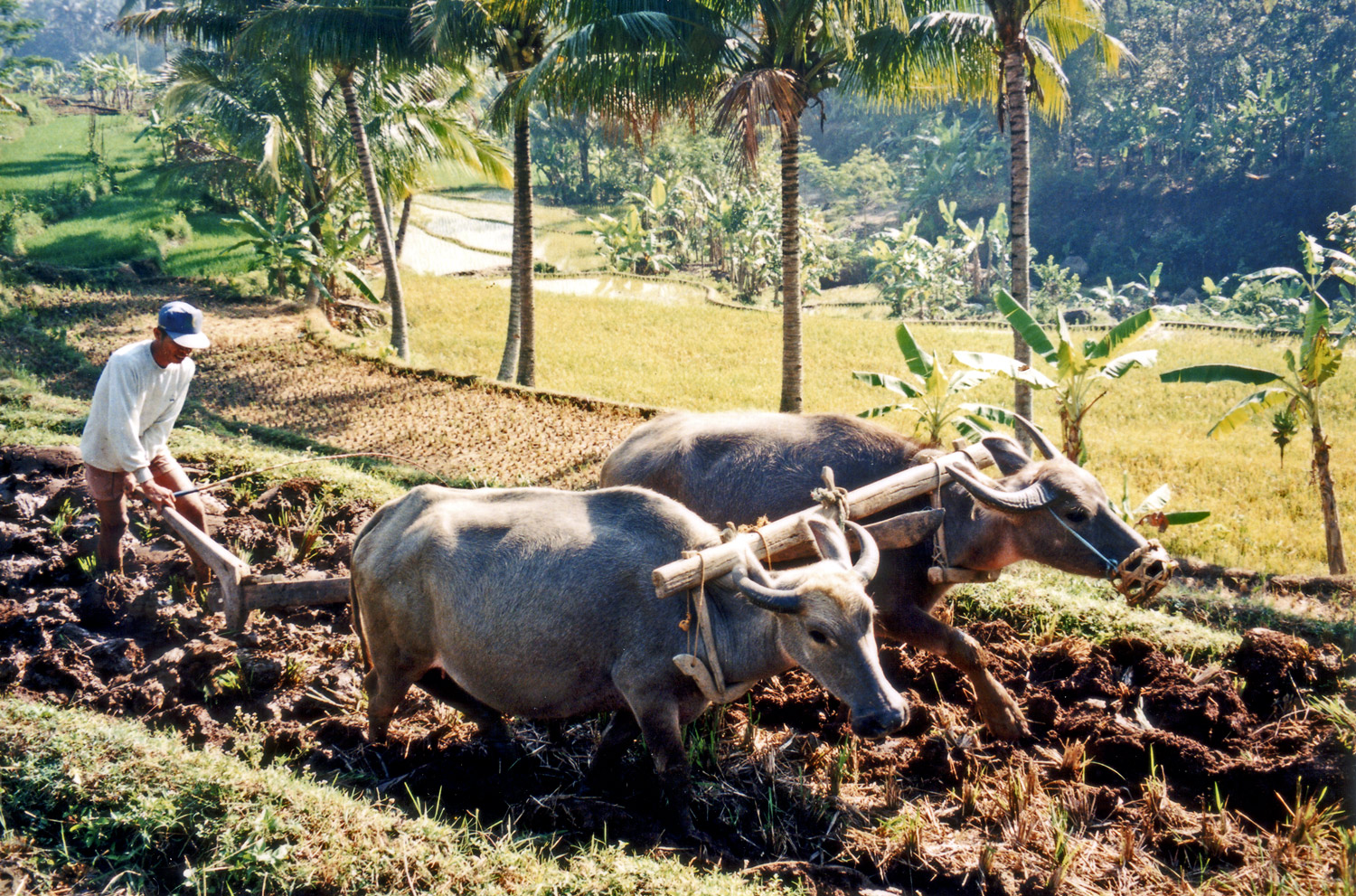
Karbouwen voor de ploeg in Indonesië

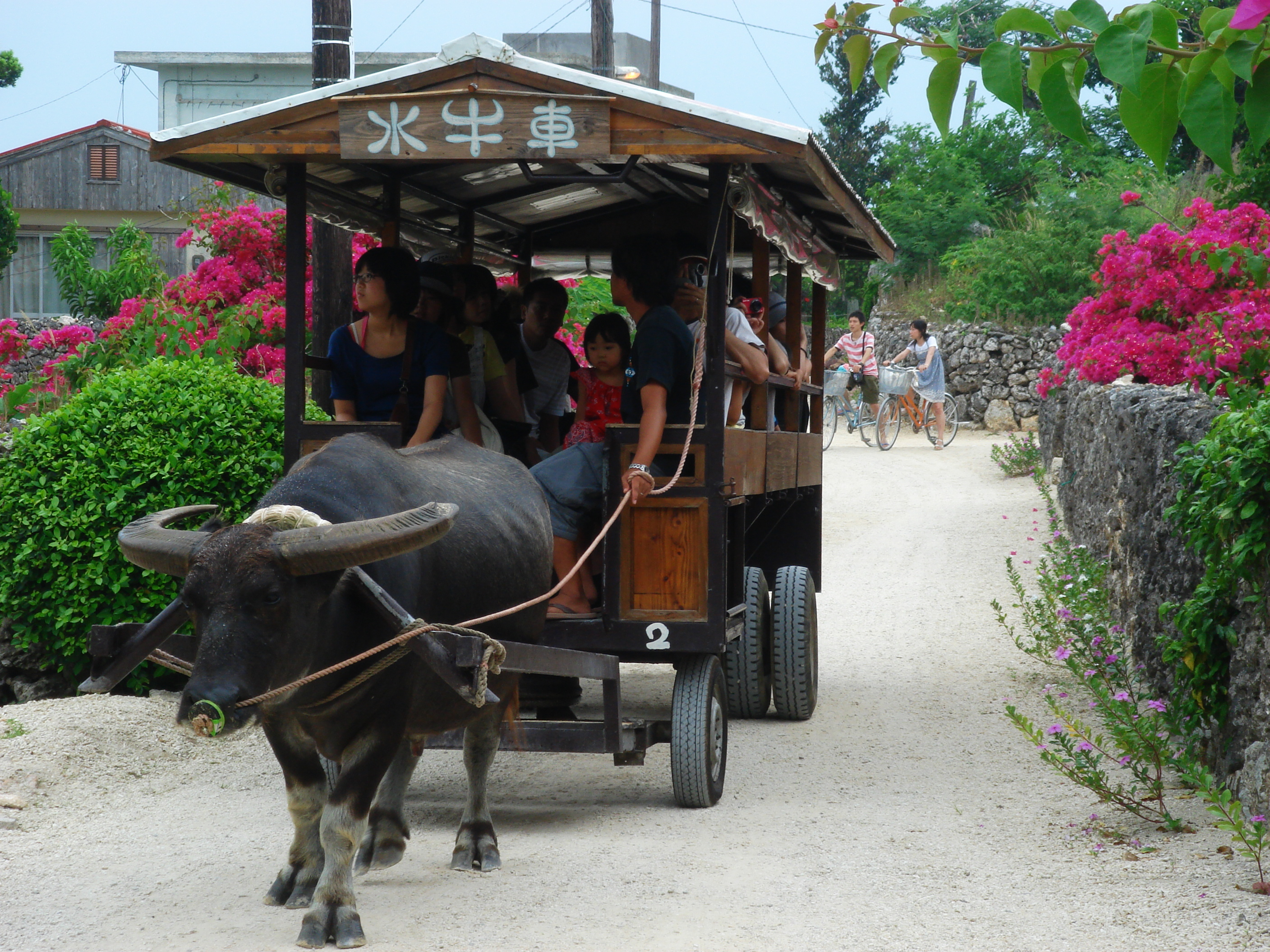
Karbouw voor een Japanse taxiwagen

De waterbuffel of karbouw (karbauw) (Bubalus arnee bubalis) is een zoogdier uit de familie van de holhoornigen (Bovidae). De wetenschappelijke naam van dit rund werd als Bos bubalis in 1758 gepubliceerd door Carl Linnaeus. Het is de gedomesticeerde ondersoort van de wilde waterbuffel (Bubalus arnee). Wanneer de waterbuffel, zoals hier, wordt opgevat als de gedomesticeerde vorm van de wilde waterbuffel, dan moet op grond van de ICZN Opinion 2027 de soortnaam Bubalus arnee worden gebruikt, en is bubalis de naam van de ondersoort. Karbouw is de benaming voor gedomesticeerde waterbuffels.

## Uiterlijke kenmerken
De waterbuffel heeft een schofthoogte van 1,5 tot 1,9 meter en een lengte van 2,40 tot 3 meter. De staart is 60 tot 100 centimeter lang en borstelig op het uiteinde. Hij heeft een grijszwarte, dunne vacht met lange haren. Het onderste deel van de poten is soms vaalwit tot op de knieën. Volwassen dieren zijn echter bijna naakt. De huid is donkergrijs. De stieren hebben grote hoorns die maanvormig naar achteren buigen. De hoorns hebben diepe groeven en kunnen tot twee meter overspannen. De koeien zijn kleiner dan de stieren. Ook hun hoorns zijn kleiner. Volwassen dieren kunnen 300 tot 1200 kg zwaar worden; meestal zijn de stieren zwaarder dan de koeien, die tot circa 800 kg zwaar kunnen worden. Als gevolg van genetische isolatie varieert het gewicht zeer, afhankelijk van het gebied.

## Leefgebied
De karbouw wordt veel als werkdier gehouden, bijvoorbeeld voor het ploegen van een sawah, met name in Azië, Zuid-Amerika, Noord-Afrika en Europa. De voorouders van gedomesticeerde waterbuffels leefden waarschijnlijk in Zuid-Azië, van India tot Indochina. De wilde waterbuffel is bedreigd en komt maar in een beperkt aantal beschermde gebieden voor. Het kruisen met gedomesticeerde soortgenoten vormt een bedreiging voor het voortbestaan van deze populaties.

## Levenswijze
Waterbuffels leven van gras en bladrijke watervegetatie. Ze grazen 's morgens en 's avonds, af en toe ook 's nachts. In het heetste deel van de dag zoeken ze modder op om af te koelen en zich te beschermen tegen insecten.
Waterbuffels hebben geen territorium. Koeien en hun kalveren leven in kuddes van ongeveer dertig buffels. Jonge stieren blijven ongeveer tot hun derde jaar bij de kudde. Daarna vormen ze groepen van circa tien exemplaren met andere jonge stieren.

### Communicatie
In trekkende kuddes maken buffels knorrige en snuivende geluiden; loeien is zeldzaam. De stieren snuiven en stampen op de grond voordat ze een aanval inzetten, wat ze doen om zich te verdedigen of hun dominantie aan te tonen. Waterbuffels horen en ruiken ook goed. Waarschijnlijk hebben geuren een belangrijke rol bij de communicatie, minstens bij het paren.

## Voortplanting
Stieren paren met meerdere koeien. De koeien krijgen ongeveer om de twee jaar een kalf. De dracht duurt negen à elf maanden. Het zogen duurt zes tot negen maanden. Koeien zijn ongeveer na anderhalf jaar geslachtsrijp, stieren na drie jaar. De stieren verlaten de kudde op die leeftijd. De voortplanting is in sommige streken seizoensgebonden, namelijk na het regenseizoen. In Thailand vindt deze plaats tussen oktober en november.

## Levensverwachting
In het wild kunnen waterbuffels zo'n 25 jaar oud worden en in gevangenschap werd de langstlevende waterbuffel 29 jaar.

## Bedreigingen
De waterbuffel kent maar weinig natuurlijke vijanden: de hoorns zijn een geducht wapen. Alleen tijgers nemen het soms op tegen de buffel. Om zich daartegen te verdedigen troepen buffels vaak samen, vallen in lijn de aanvallende tijger aan en krijgen dan meestal de overhand. Tijgers concentreren zich dan ook meer op afgescheiden of jonge dieren. Mensen vormen ook een belangrijke bedreiging voor de buffels door de jacht en het vernietigen van zijn habitat. Daarnaast vormen ziekten van gedomesticeerde buffels een dreiging voor de wilde.

## Domesticatie
Waterbuffels worden al ongeveer vijfduizend jaar gedomesticeerd. De karbouw wordt vaak gebruikt als trekdier, bijvoorbeeld voor de ploeg in rijstplantages, maar ook voor karren en wagens. Daardoor staat hij bekend als de levende tractor van het Oosten. Een karbouw kan door zijn verzorgers bereden worden. In Vietnam vinden evenementen plaats waar stieren onder publieke belangstelling hun krachten kunnen meten.
Buffelmelk, de melk van de karbouw kan worden gedronken en heeft een hoog vetgehalte. De melkproductie van sommige stammen is zo hoog dat deze de productie van melkkoeien benadert. De gestremde melk is de traditionele grondstof voor de Italiaanse mozzarella di bufala (buffelmozzarella). In 2012 was circa 13% van de melk in de wereld afkomstig van waterbuffels.
Het vlees van dit rund kan gegeten worden. Problemen met BSE zijn niet bekend. De huid levert de grondstof voor taai en nuttig leer.

### Voedingswaarde melk
Melkcompositieanalyse, per 100 gram
| Bestandsdelen           | Eenheden | Koe  | Geit | Schaap | Buffel |
| ----------------------- | -------- | ---- | ---- | ------ | ------ |
| Water                   | g        | 87,8 | 88,9 | 83,0   | 81,1   |
| Eiwitten                | g        | 3,2  | 3,1  | 5,4    | 4,5    |
| Vetten                  | g        | 3,9  | 3,5  | 6,0    | 8,0    |
| Koolhydraten            | g        | 4,8  | 4,4  | 5,1    | 4,9    |
| Energiewaarden          | kCal     | 66   | 60   | 95     | 110    |
| Energiewaarden          | kJ       | 275  | 253  | 396    | 463    |
| Suikers (lactose)       | g        | 4,8  | 4,4  | 5,1    | 4,9    |
| Vetzuren                |          |      |      |        |        |
| Verzadigd               | g        | 2,4  | 2,3  | 3,8    | 4,2    |
| Enkelvoudig onverzadigd | g        | 1,1  | 0,8  | 1,5    | 1,7    |
| Meervoudig onverzadigd  | g        | 0,1  | 0,1  | 0,3    | 0,2    |
| Cholesterol             | mg       | 14   | 10   | 11     | 8      |
| Calcium                 | iu       | 120  | 100  | 170    | 195    |

## Afbeeldingen

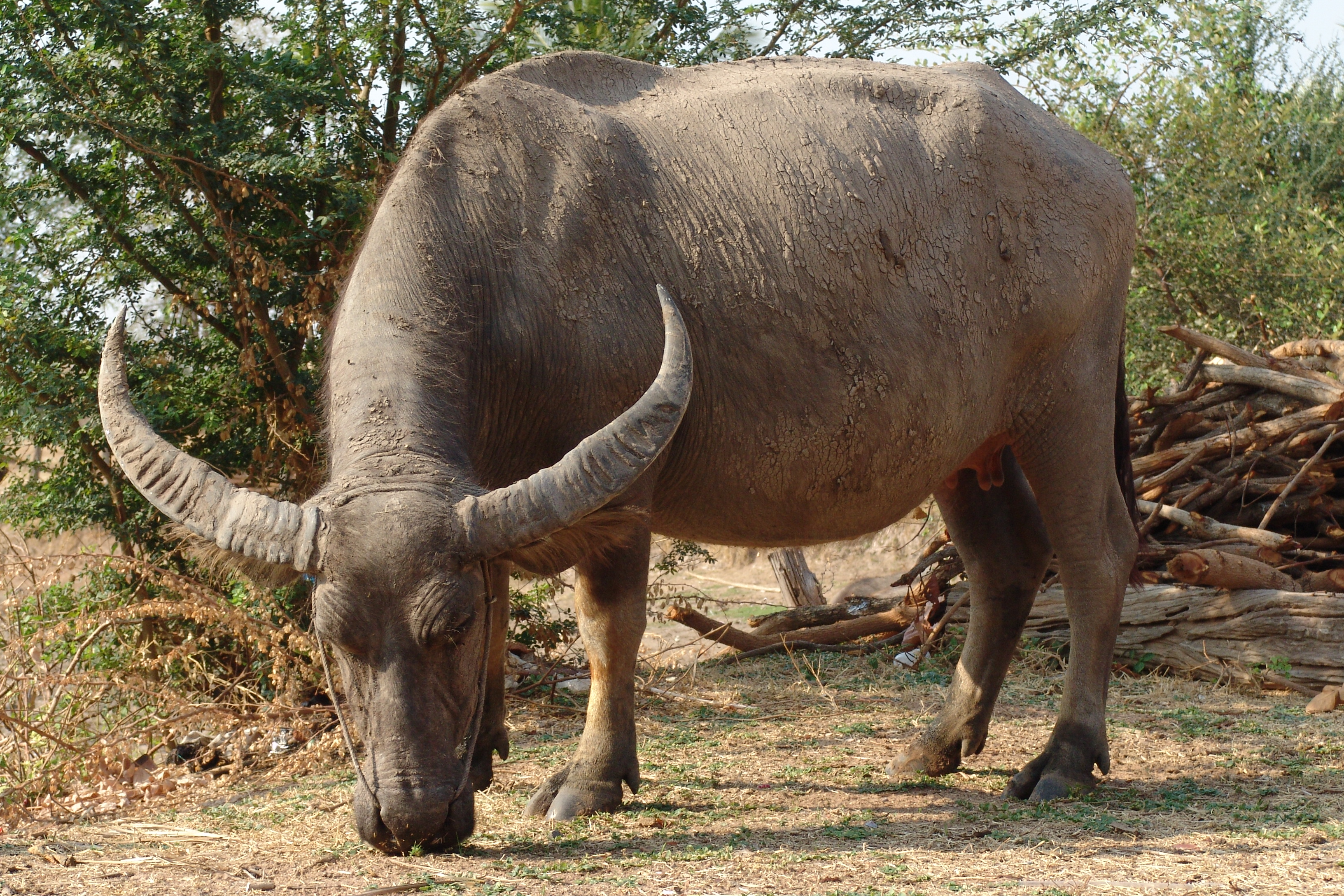
Karbouw in Thailand
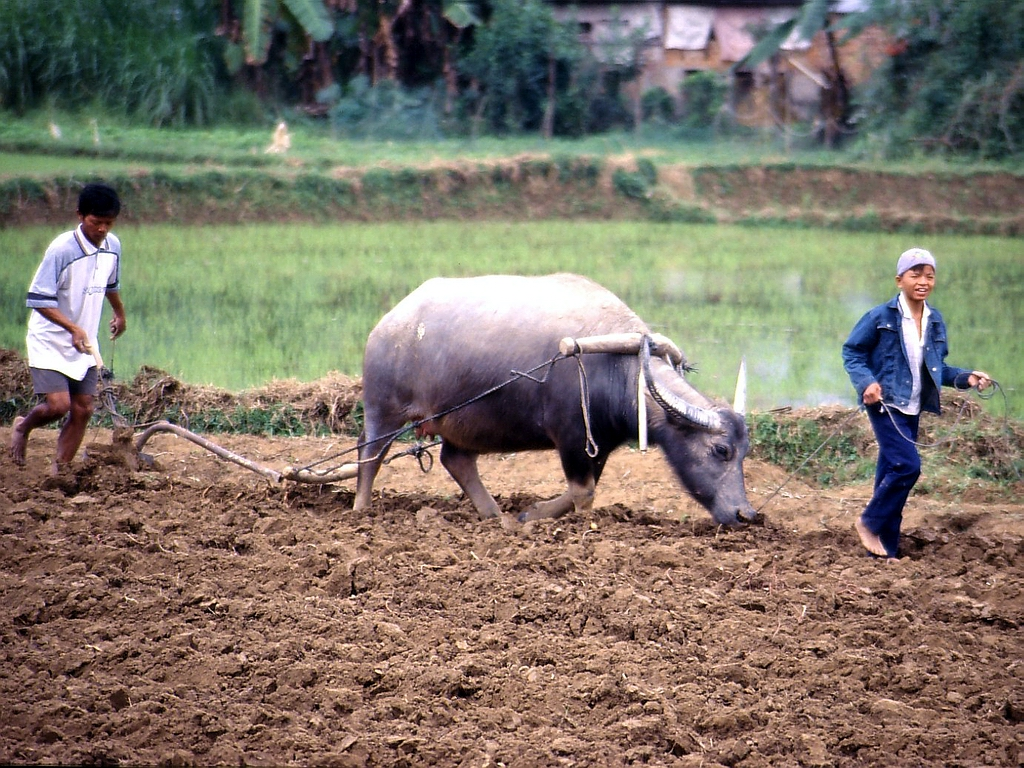
Karbouw voor de ploeg
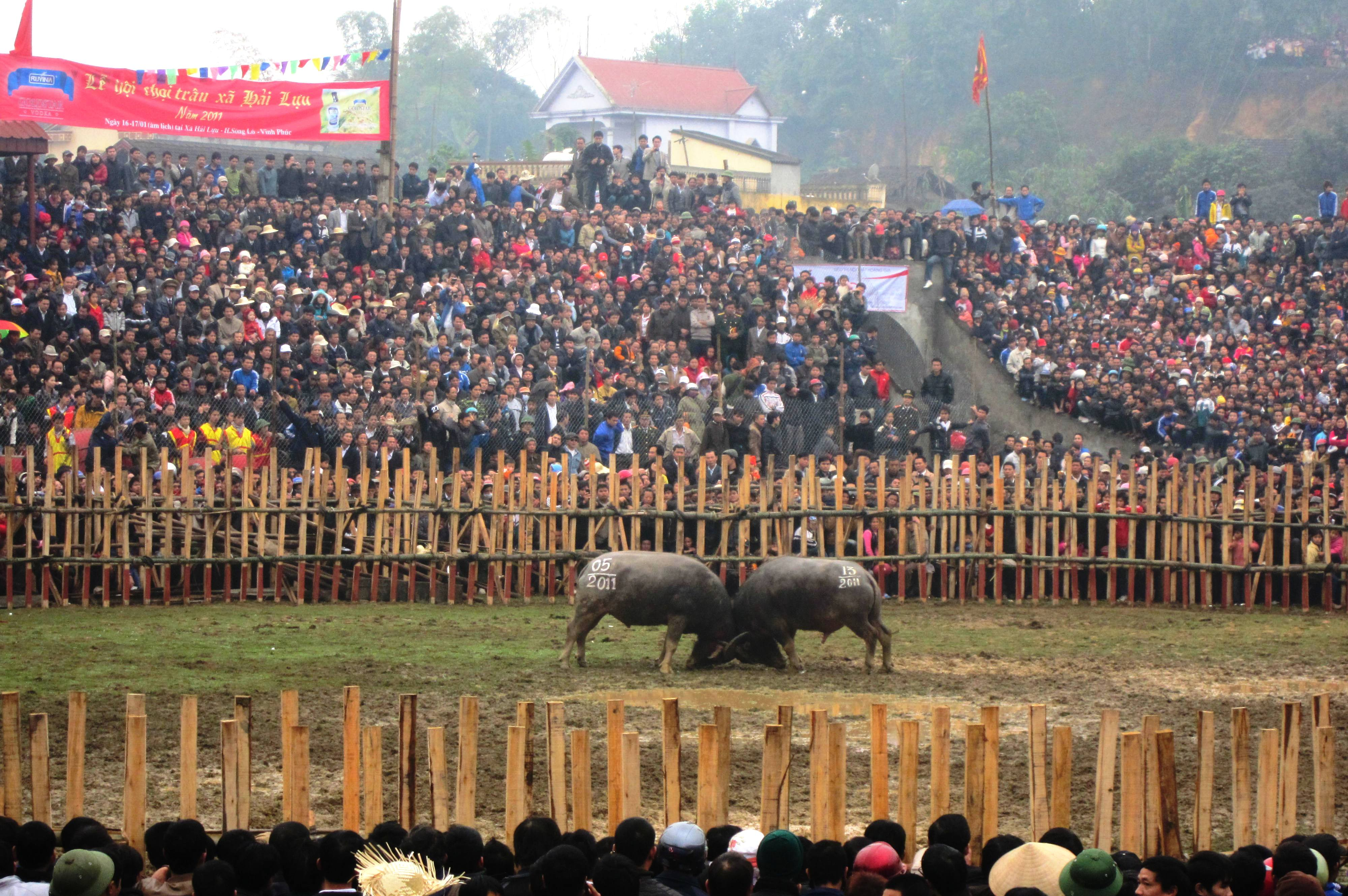
Buffelgevecht in Vietnam
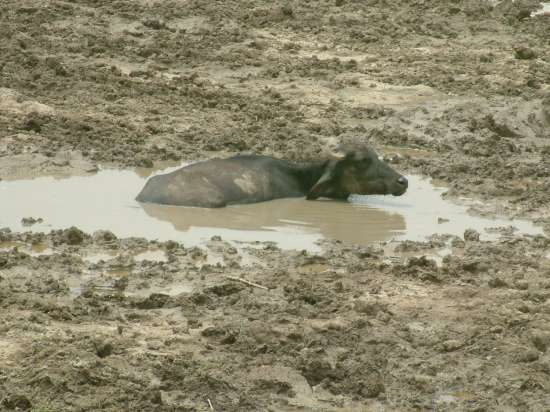
Badende karbouw in India
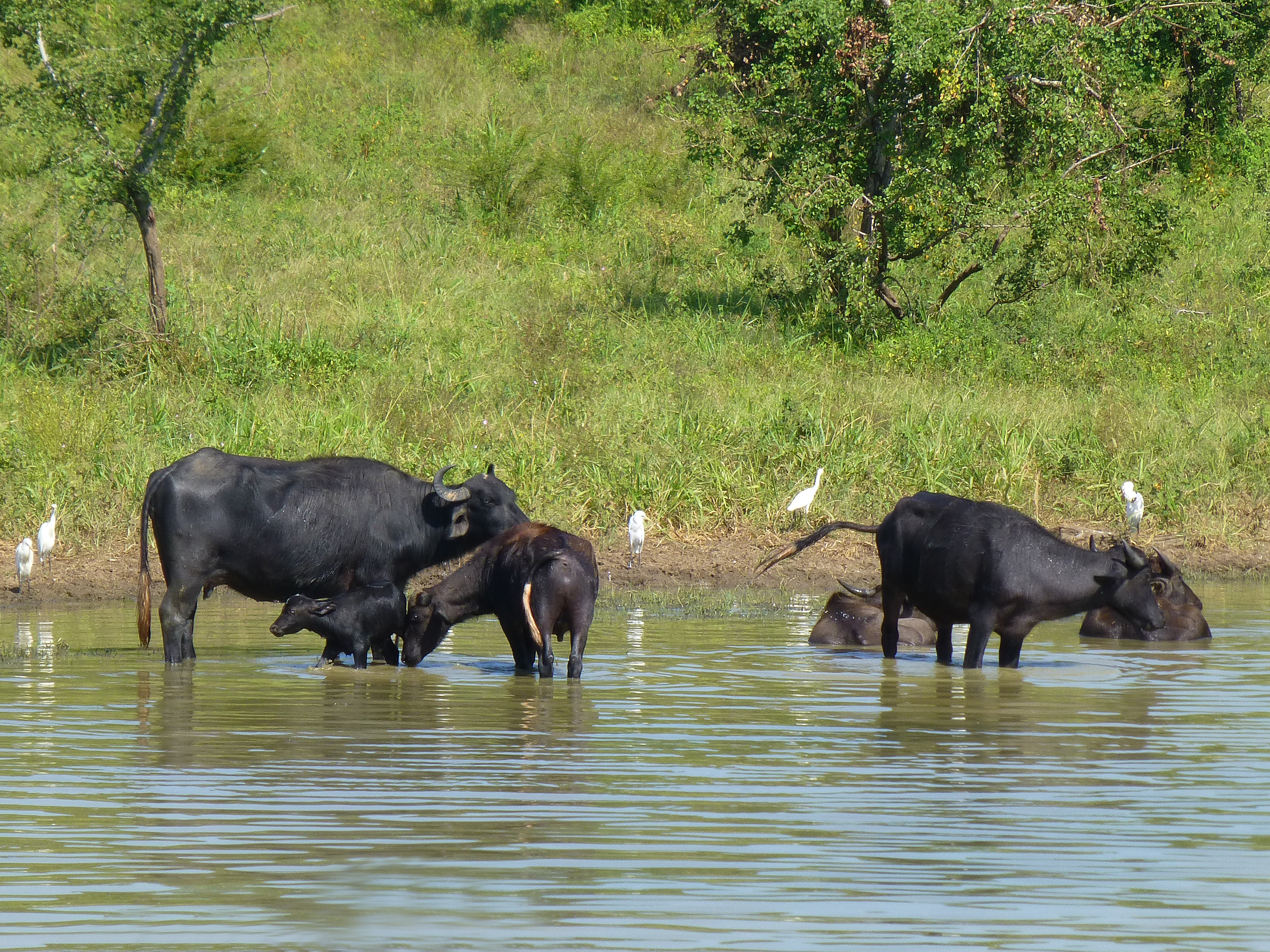
Karbouwen in een nationaal park in Sri Lanka
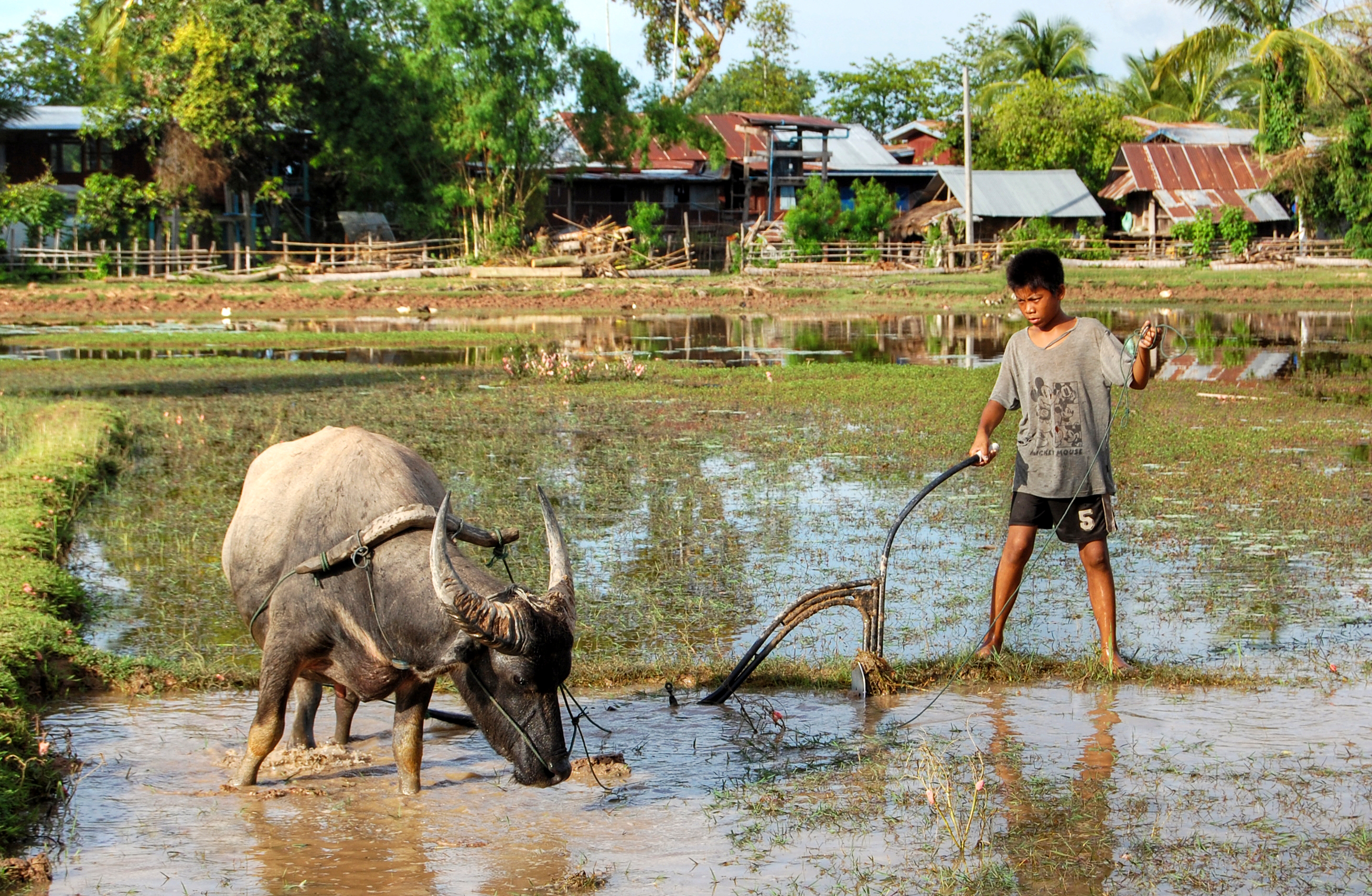
Karbouw voor de ploeg in Laos
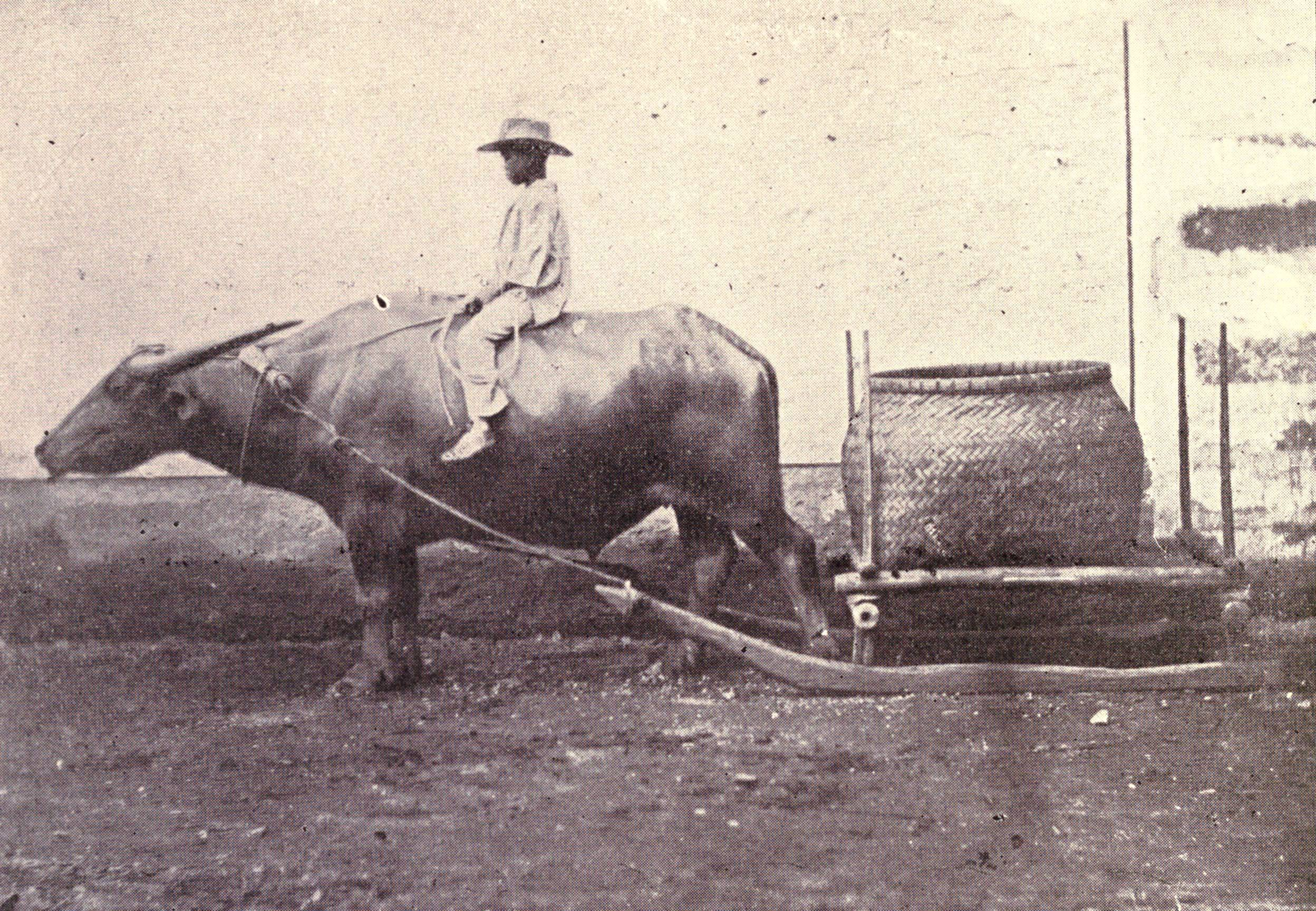
Karbouw voor een transportslee, 1899
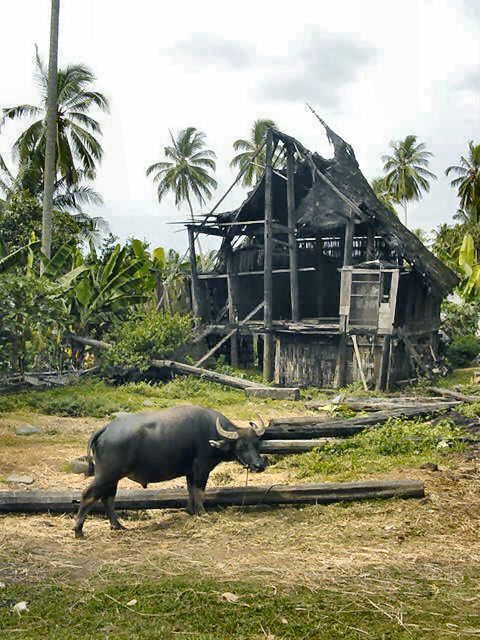
Karbouw in Sumatra, Indonesië
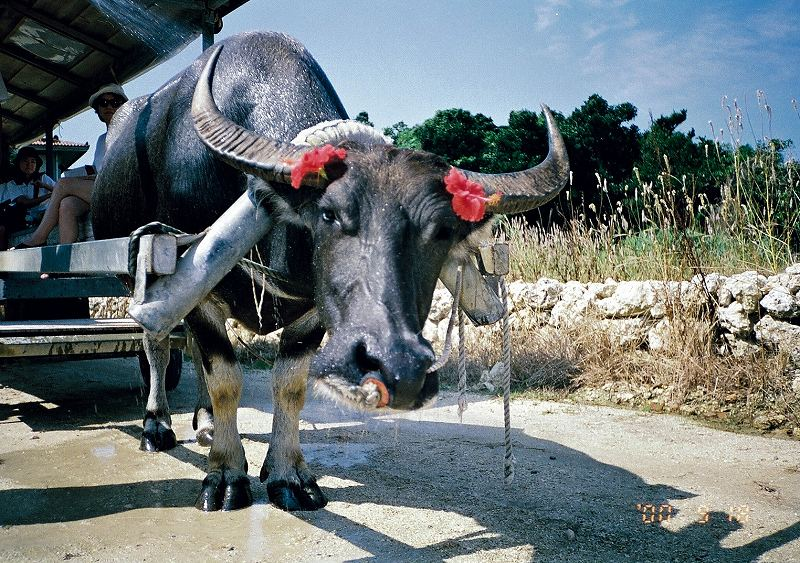
Karbouw als trekdier in Japan
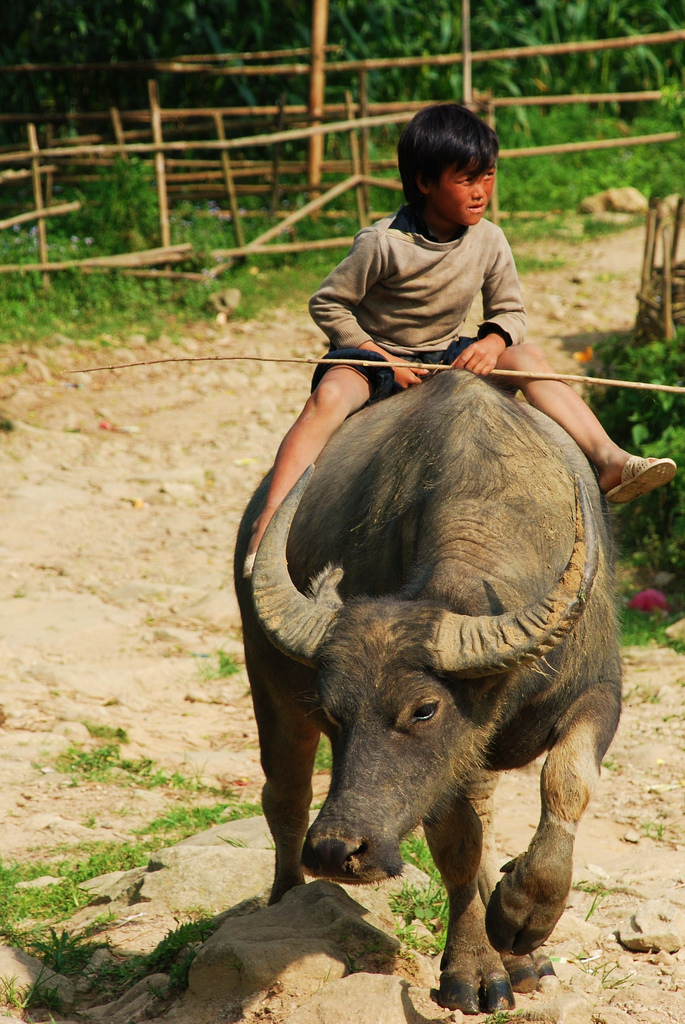
Bereden karbouw in Vietnam
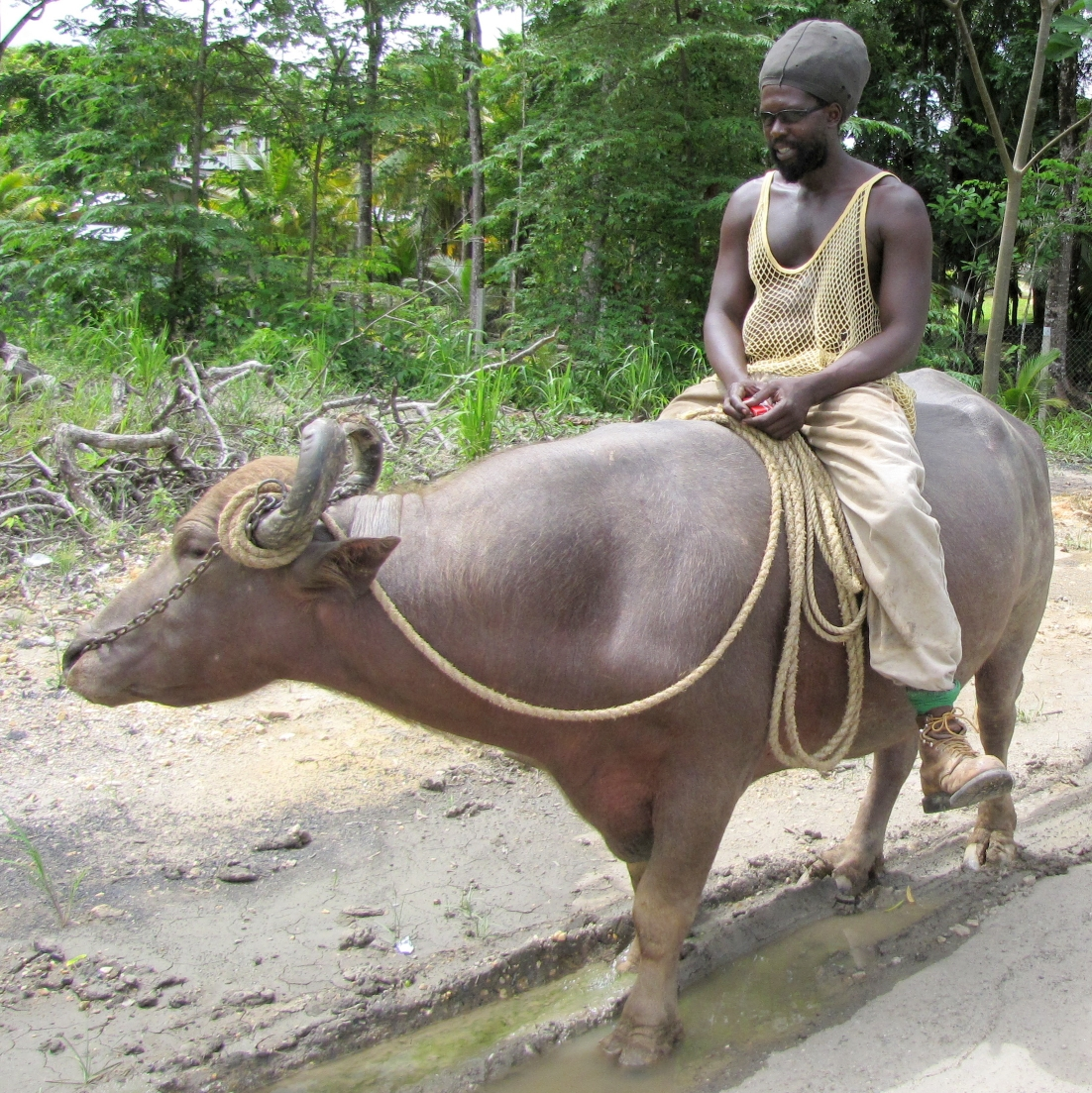
Een in Trinidad gefokte waterbuffel ('Buffalypso')
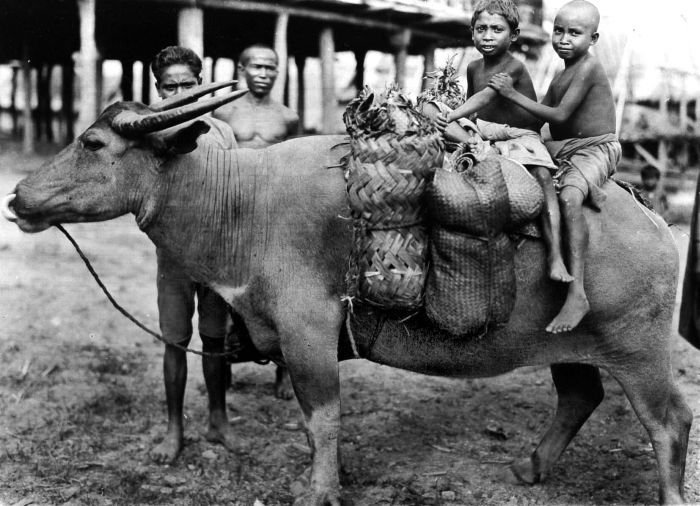
Karbouw in Flores, (collectie Wereldmuseum Amsterdam)
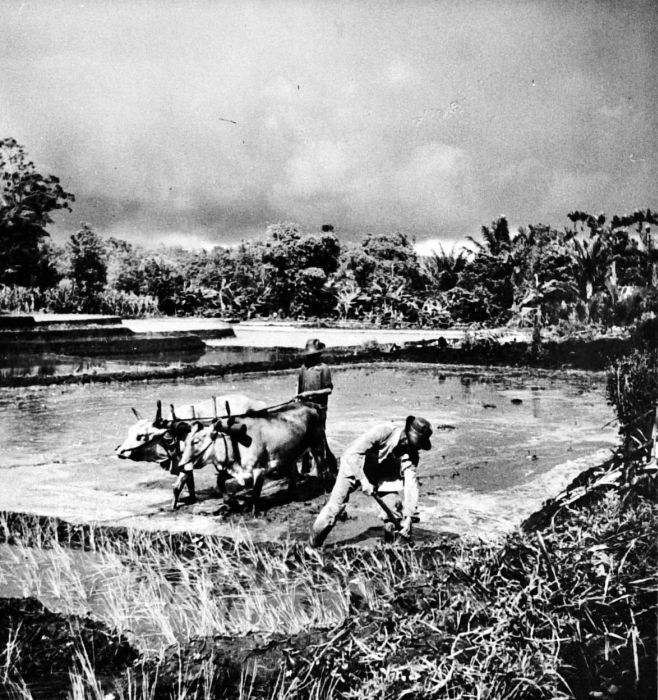
Ploegende boeren met karbauen bij Kawangkoan in Minahasa Noord-Celebes, 1949
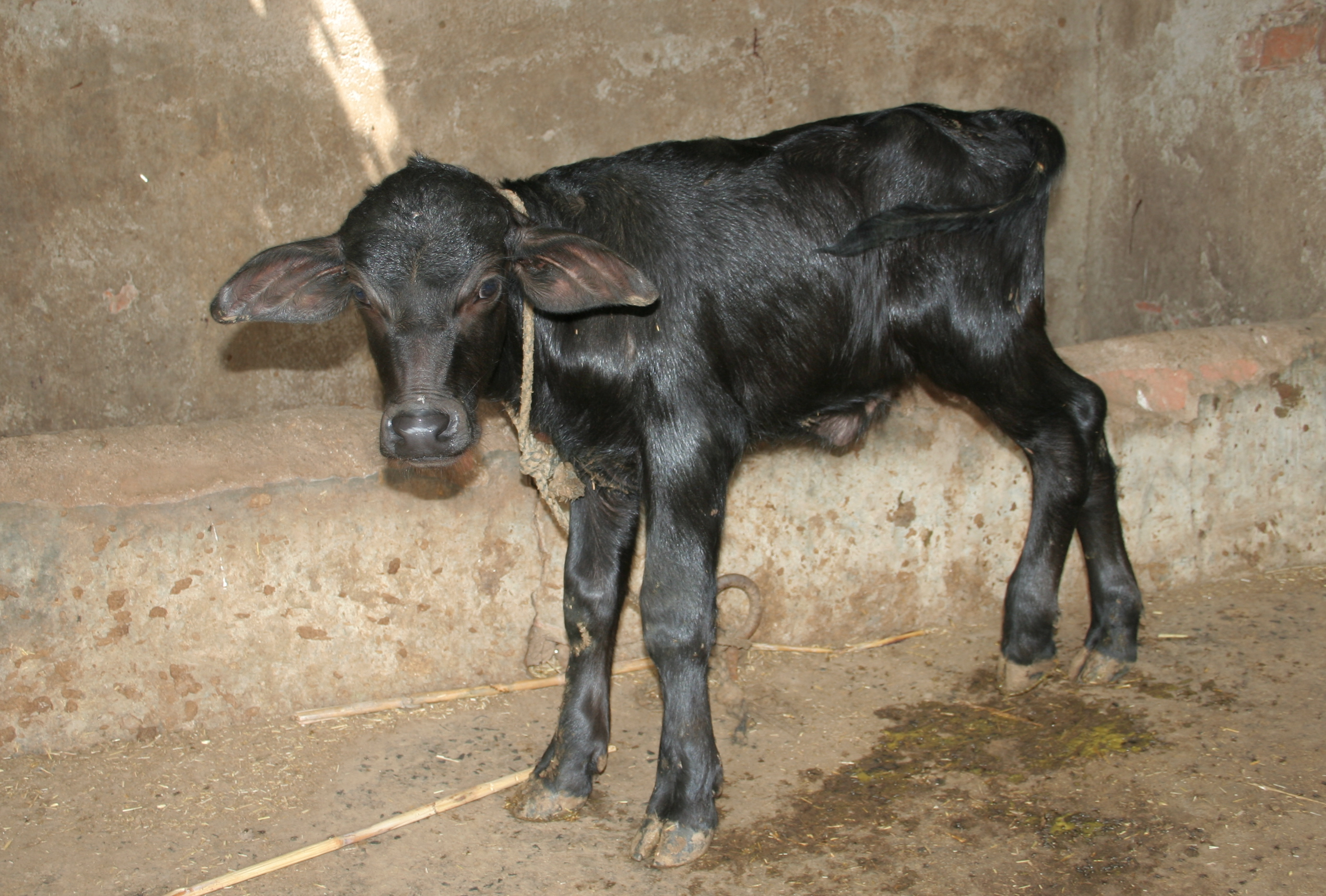
Een waterbuffelkalf in India.
Bos Bubalis - 1700-1880; Iconographia Zoologica
- Waterbuffels in De Biesbos
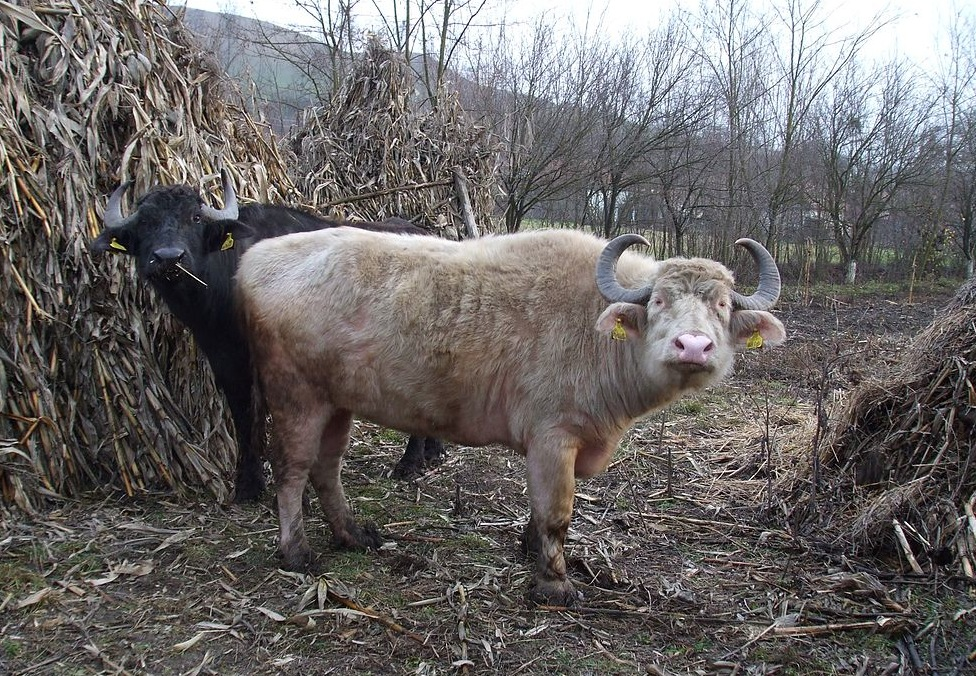
Een witte en een zwarte waterbuffel in District Cluj, Roemenië
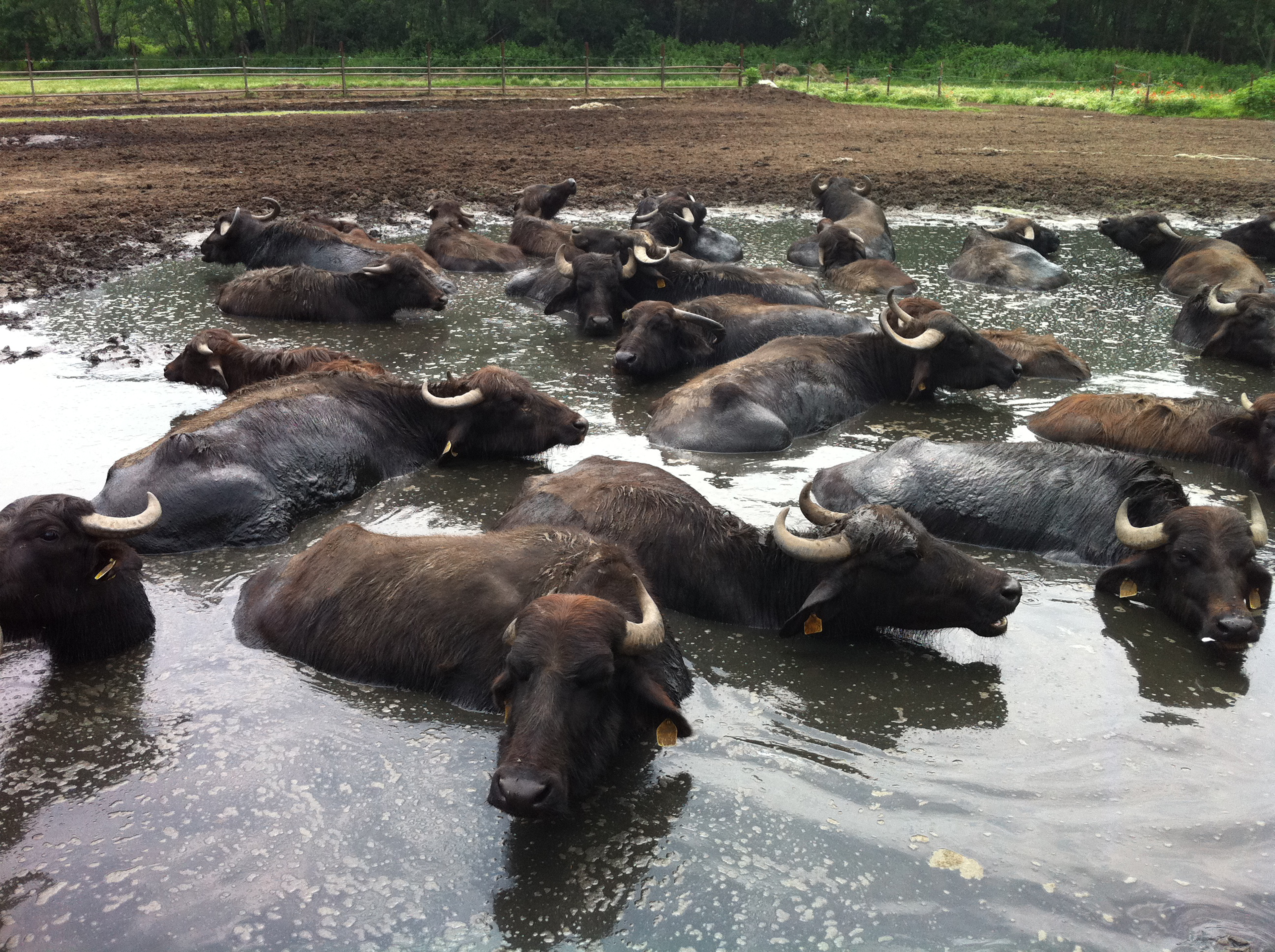
Badende waterbuffels in Griekenland
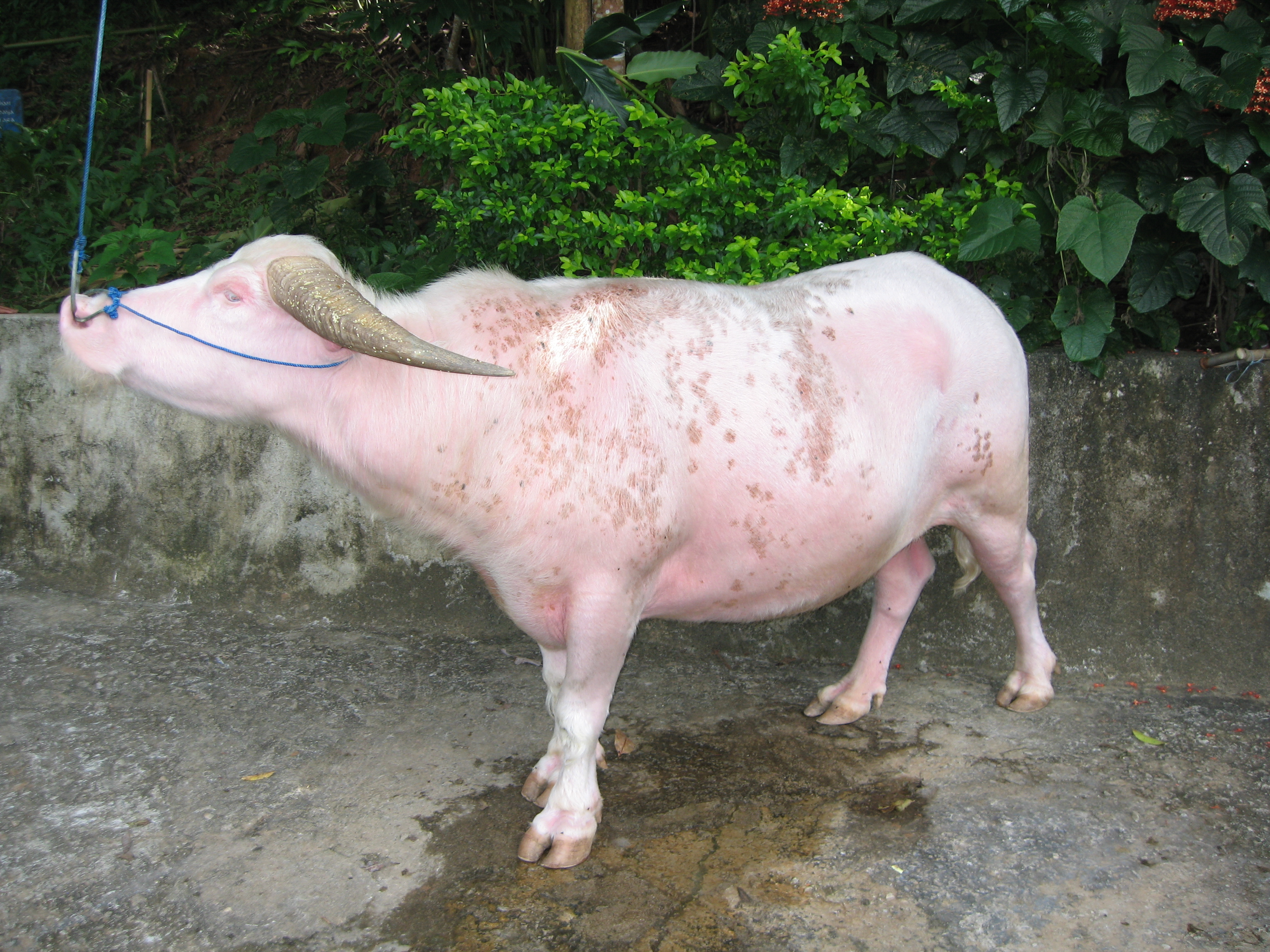
Een albinovariant in Zuid-Sulawesi, Indonesië
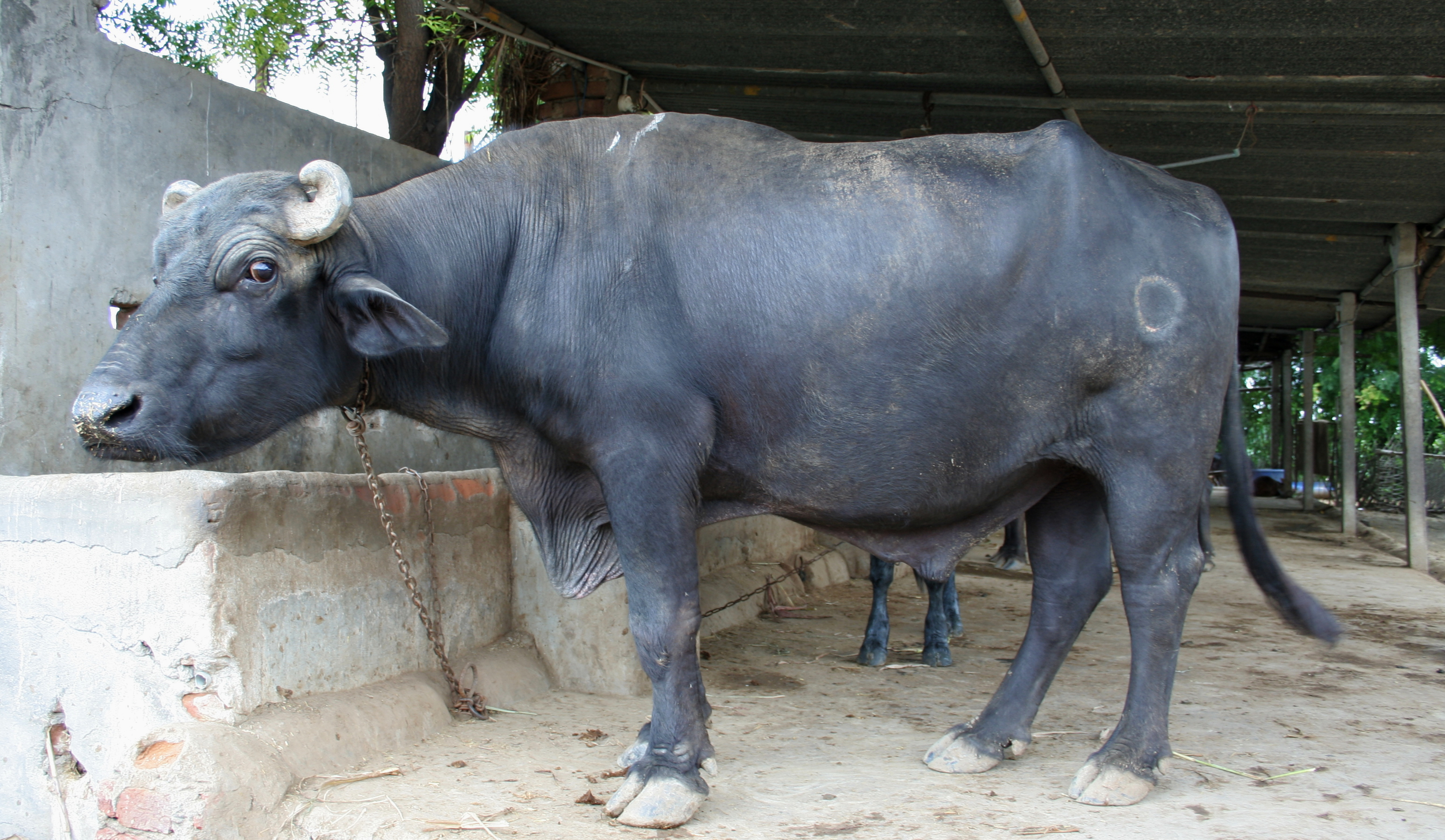
Een stier in Mehsana, India
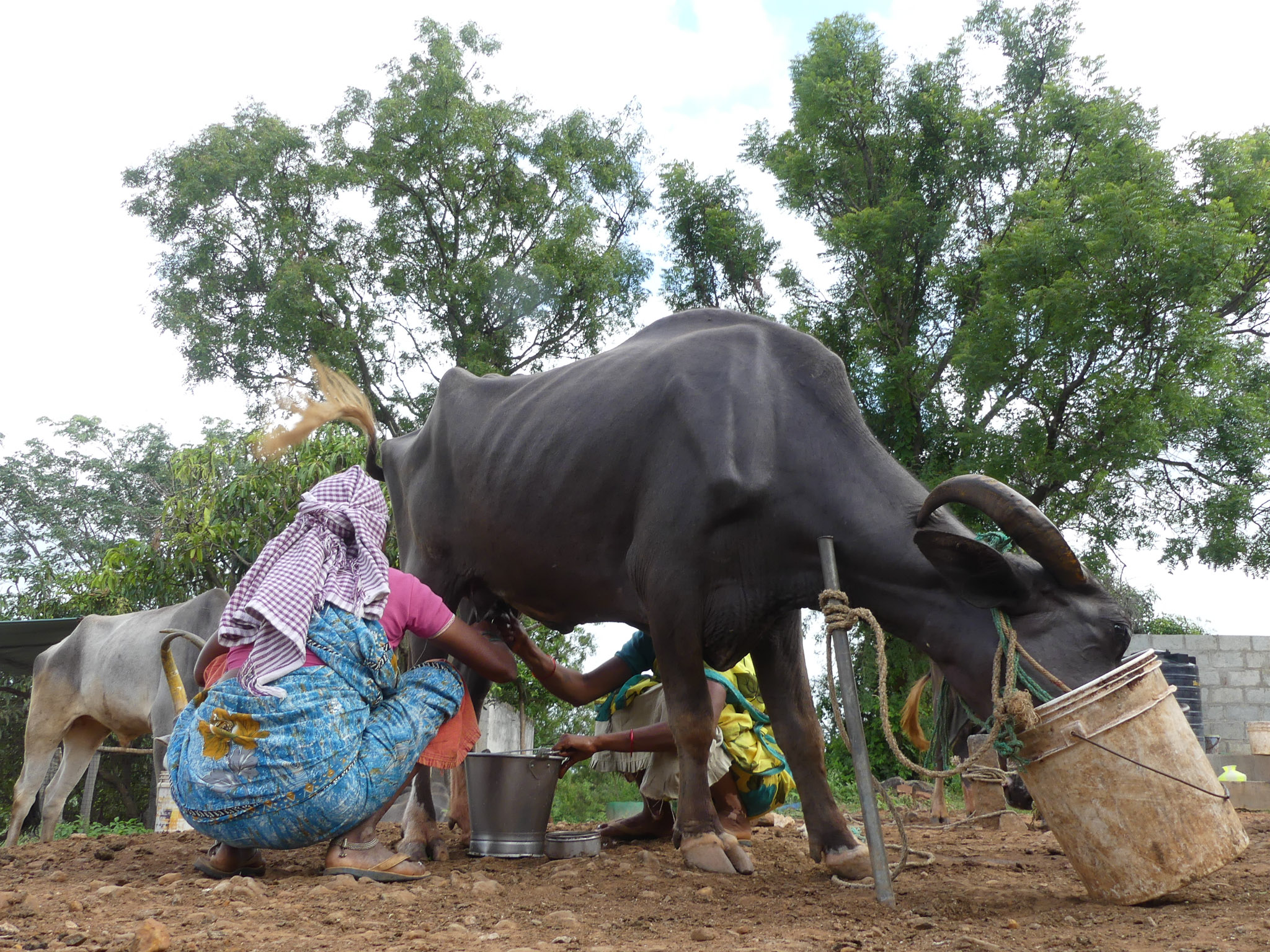
Een waterbuffel wordt met de hand gemolken in India